# De Kongelige paa Cykler i Fredensborg Slotsgaard
De Kongelige paa Cykler i Fredensborg Slotsgaard je dánský němý film z roku 1903. Režisérem je Peter Elfelt (1866–1931). Film trvá necelou minutu.

## Děj
Film zachycuje dánskou královskou rodinu, jak se na jízdních kolech prohání po nádvoří zámku Fredensborg, který se nachází na severovýchodě ostrova Sjælland u jezera Esrum.